# Mos (Pontevedra)
Pour les articles homonymes, voir Mos.

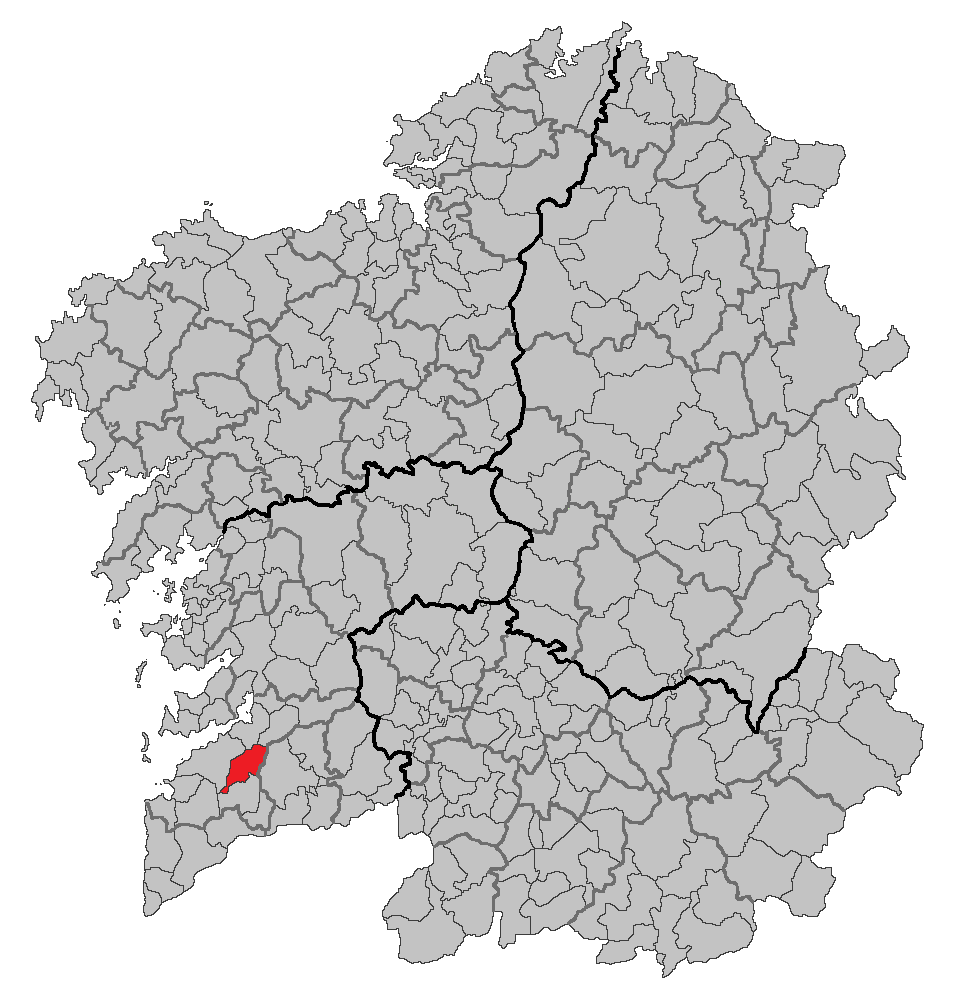
Localisation de Mos en Galice.

Mos est une commune de la province de Pontevedra en Galice (  Espagne). La population recensée en 2009 est de 14 650 habitants.

## Paroisses
La commune est composée de cinq paroisses : Pereiras, Cela, Dornelas, Sanguiñeda, Torroso, Tameiga, Petelos, Guizán, Mos.

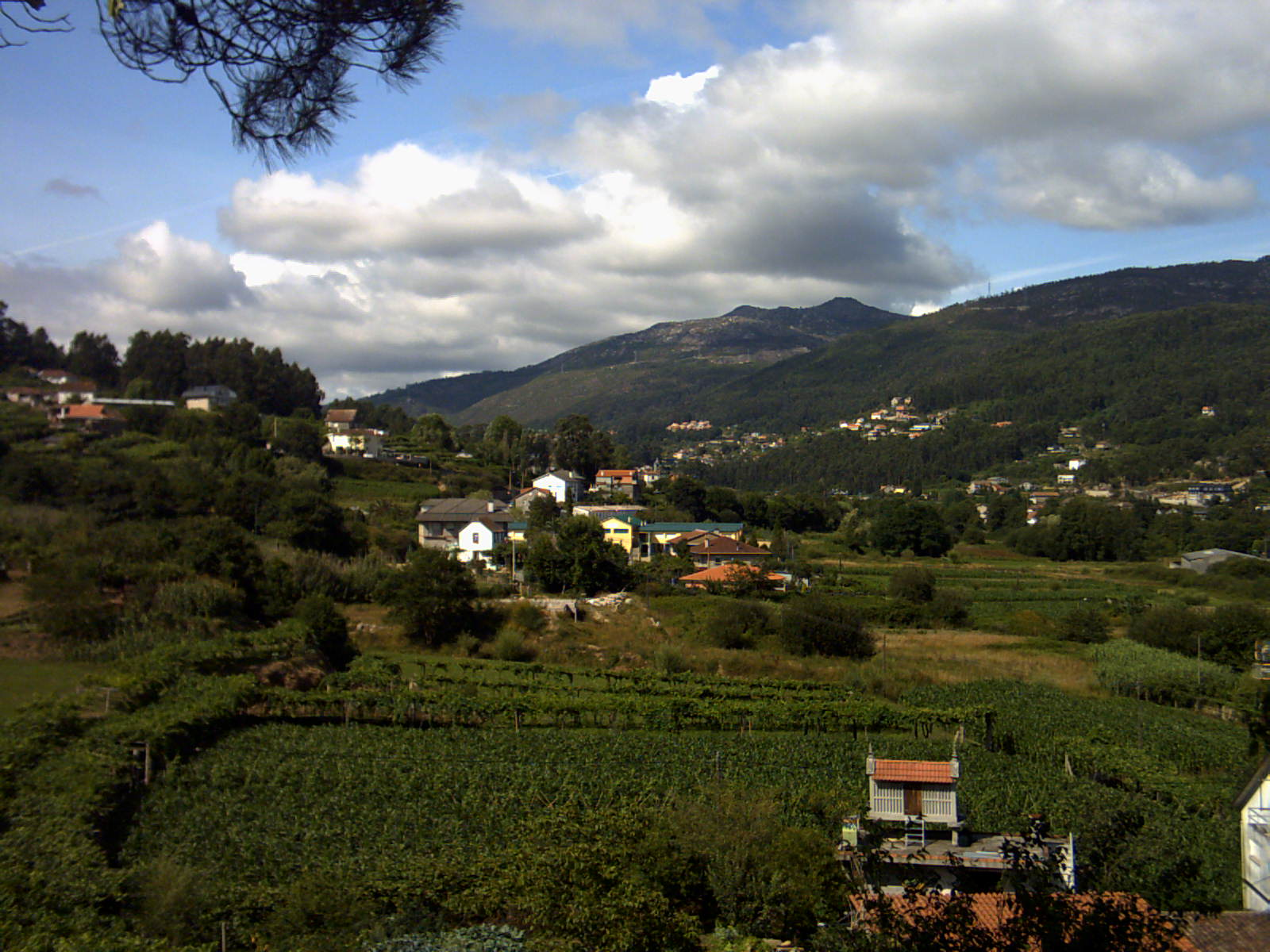
Mos